# Saco (Montana)
Saco – miasto w Stanach Zjednoczonych, w stanie Montana, w hrabstwie Phillips.